# Ralambo
Ralambo war von 1575 bis 1612 Herrscher des Königreichs Imerina im zentralen Hochland von Madagaskar. Er herrschte von Ambohidrabiby aus, einem der Zwölf heiligen Berge Imerinas, und vergrößerte das Herrschaftsgebiet seines Vaters Andriamanelo. Der Name der Region geht auf Ralambo zurück. Mündlich sind viele Legenden über ihn überliefert worden, darunter auch einige dramatische militärische Siege, die zu seinem beinahe mythischen Status beitrugen, den er unter den Königen von Imerina genießt. Die Umstände seiner Geburt, die am glückverheißenden Neujahrstag stattfand, wurden zum übernatürlichen Ereignis erklärt.
Die Überlieferung schreibt Ralambo viele wichtige und bleibende politische wie kulturelle Innovationen zu, so soll er den Verzehr von Rindfleisch eingeführt haben. Zeitgleich habe er auch das Fandroana-Neujahrsfestival an seinem Geburtstag erfunden. Nach der Legende wurde unter seiner Herrschaft auch Beschneidung und Vielehe eingeführt sowie die Unterteilung der adeligen Kaste (andriana) in vier Unter-Kasten. Darüber hinaus wird ihm die Einführung königlicher Idole (sampy) in Imerina zugeschrieben. Er soll viel Gebrauch von diesen magischen Objekten gemacht haben, um seinen Machtbereich auszudehnen und damit die göttliche Natur seiner Herrschaft zu legitimieren. Ralambo wird oft als Schlüsselfigur für die Entwicklung der Imerina-Kultur angesehen.

## Jugend
Als einziges Kind von König Andriamanelo und Königin Randapavola erreichte Ralambo, der im heiligen Bergdorf Alasora geboren wurde, das Erwachsenenalter. Nach der Legende trug der Junge zunächst den Namen Rabiby, bis er einen besonders berüchtigten wilden Eber (lambo) erlegte. Einer anderen Überlieferung zufolge spazierte ein wilder Eber über die Schwelle des Hauses, in dem Ralambos Mutter sich kurz nach der Geburt erholte. Wahrscheinlich lässt sich jedoch sein Name daraus herleiten, dass er den Verzehr von Zebu-Fleisch einführte, denn das Fleisch heißt im Proto-Malagasy und dem Malayo-Polynesischen, dem es entstammt, lambo.
Eine beliebte Legende verbindet die Geburt von Ralambo mit einem Mythos. Seine Mutter, die als Mädchen den Namen Ramaitsoanala ("Grüner Wald") trug, sei in Wirklichkeit die Tochter der Wassergottheit Ivorombe ("Great Bird") der Vazimba. Mit Hilfe ihrer göttlichen Mutter habe Ramaitsoanala viele Abenteuer bestanden. So hatte sie nach ihrer Heirat mit Andriamanelo (zu der sie den Namen Randapavola annahm) Schwierigkeiten mit den Geburten: Sechsmal hintereinander erlitt Randapavola Fehlgeburten oder verlor ihre Kinder kurz nach der Geburt. Als sie mit ihrem siebten Kind schwanger war, war die Königin besonders besorgt, denn die Zahl Sieben wurde traditionell mit dem Tod in Verbindung gebracht. Randapavola suchte den Rat eines Astrologen, um das Kind vor einem grässlichen Schicksal zu bewahren. Auf seine Empfehlung entschied sie sich mit der Tradition zu brechen und das Kind nicht im Heimatort der Eltern, Ambohidrabiby, zur Welt zu bringen, sondern das Dorf Alasora im Norden von Antananarivo aufzusuchen. In den damaligen Vorstellungen besaß diese Himmelsrichtung große Macht. Nach der Legende gebar die Königin das Kind in einem bootsförmigen Haus, einem kisambosambo, das an den transozeanischen Ursprung des Malagasy-Volkes erinnerte. Als sie schließlich am ersten Tag des ersten Monats des Jahres (Alahamady) einen gesunden Sohn, Ralambo, gebar, nahm Randapavola den Namen Rasolobe an. Neujahr wurde als der verheißungsvollste Zeitpunkt für die Geburt eines Herrschers angesehen.

## Herrschaft

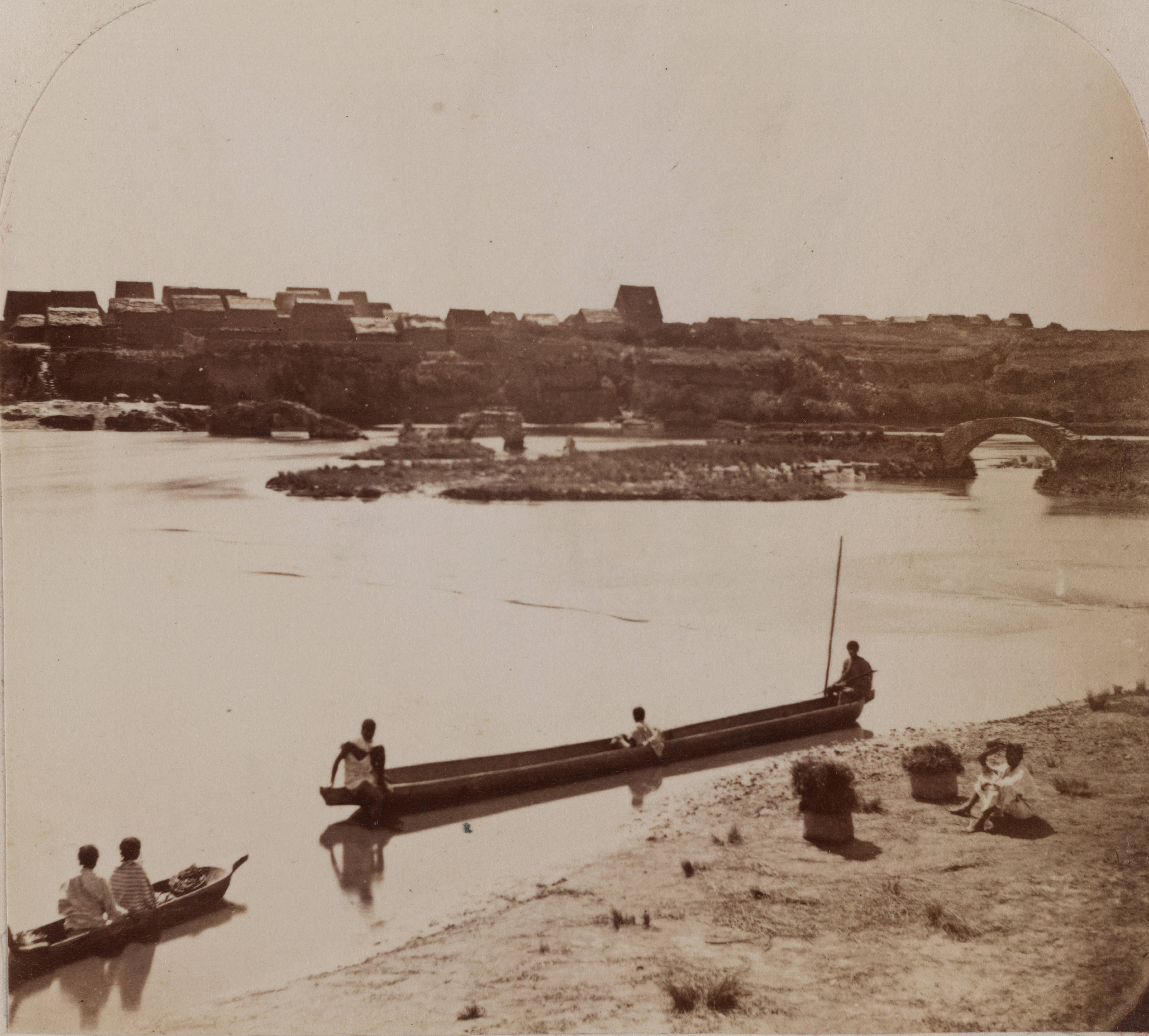
Ralambos Krieger benutzen die ersten Feuerwaffen in Imerina. In einem Gefecht erschien dies so schrecklich für die Gegner, dass sie in den Fluss Ikopa flüchteten und ertranken.

Ralambo erwarb sich durch eine Reihe von politischen und kulturellen Errungenschaften einen beinahe mythischen Heldenstatus. Er war auch der erste, der seinem Territorium den Namen Imerina („Land des Merina-Volkes“) gab. Er verlegte seine Hauptstadt von Alasora nach Ambohidrabiby, wo schon sein Großvater Rabiby als König geherrscht hatte und er nahm die ersten Unterteilung der Adelskaste, der andriana, vor, indem er vier verschiedene Ränge vorsah. Weiterhin führte er die Beschneidung und die Heirat innerhalb von Familien ein. Man vermutet zudem, dass auch die Sitte, verstorbene Könige in den Heiligenstatus zu erheben, auf Ralambo zurückgeht.
Auch die Tradition der Vielehe in Imerina wird auf Ralambo zurückgeführt. Die Sammlung mündlicher TraditionenTantara ny Andriana eto Madagasikara aus dem 19. Jahrhundert gibt eine Geschichte wieder, die den Beginn dieser Sitte beschreibt. Nach dem Tantara war Ralambo bereits verheiratet, als sein Diener die schöne Prinzessin Rafotsimarobavina mit vier Gefährtinnen beim Sammeln von Wildgemüse in einem Tal westlich von Ambohidrabiby antraf. Er berichtete dem König von seiner Entdeckung und als Ralambo von ihrer Schönheit erfuhr, beauftragte er seinen Diener, ihr in seinem Namen ein Heiratsangebot zu machen. Drei Mal fragte der Diener, drei Mal schlug sie das Angebot aus mit den Worten: „Wenn Ralambo König ist und ich Königin bin.“ Das vierte Mal, als Ralambo seinen Diener aufgefordert hatte, sie mit Gewalt zu ihm zu bringen, stimmte die Prinzessin unter der Bedingung zu, dass die Ehe rechtmäßig und mit der Zustimmung der Eltern geschlossen werde. Dem stimmte Ralambo wie auch seine erste Frau zu. Letztendlich nahm sich Ralambo vier Frauen: Rafotsitohina, Rafotsiramarobavina, Ratsitohinina und Rafotsindrindra. Aus diesen Ehen gingen drei Töchter und zwölf Söhne hervor. Der älteste, Andriantompokoindrindra, wurde bei der Thronfolge zu Gunsten Ralambos Lieblingssohnes, Andrianjaka, übergangen.
Ralambo erweiterte und verteidigte seinen Einflussbereich durch eine Kombination von Diplomatie und erfolgreichen Kriegszügen. Dabei kam ihm der erstmalige Einsatz von Feuerwaffen zugute, die er durch Handel mit den Königreichen an der Küste erwarb. Nach einer Legende erschreckte Ralambo Angreifer, die das Dorf Ambohibaoladina attackierten, mit einem einzigen Schuss aus einer Handfeuerwaffe so sehr, dass alle Krieger in den Ikopa-Fluss stürzten und ertranken. Durch die Einführung einer Kopfsteuer (vadin-aina, dt. etwa "Preis, um sicher zu leben") war es ihm möglich, die erste stehende königliche Merina-Armee zu unterhalten. Er siedelte zudem Schmiede und Silberschmiede an, um seine Garde auszurüsten. Berühmt wurde auch sein Gegenschlag, als eine Armee der mächtigen Betsimisaraka von der Westküste zur Eroberung eintraf. An einer Stelle bei Androkaroka, nördlich von Alasorda, die heute als Mandamako ("faul") bezeichnet wird, überwältigte er tagsüber die schlafenden Krieger der Betsimisaraka, die traditionell nur nachts kämpften. Ein weiterer berühmter Trick war es, dass Ralambos Garde einem Vazimba-König mit Namen Andrianafovaratra, der behauptete, er könne den Donner kontrollieren, eine Falle stellte. Ralambos Gesandter, Andriamandritany, lud den Vazimba-König zu einer Demonstration seiner Überlegenheit ein. Während Andrianafovaratra aufbrach, um Ralambo im Wettstreit zu begegnen, setzte Andriamandritany die Königsstadt Imerinkasinina in Brand. Andrianafovaratra entdeckte den Rauch und machte sich hastig auf den Rückweg, wurde aber in einem Hinterhalt von Ralambos Truppen abgefangen und gezwungen, in die Wälder im fernen Osten der Insel ins Exil zu gehen.

### Fandroana

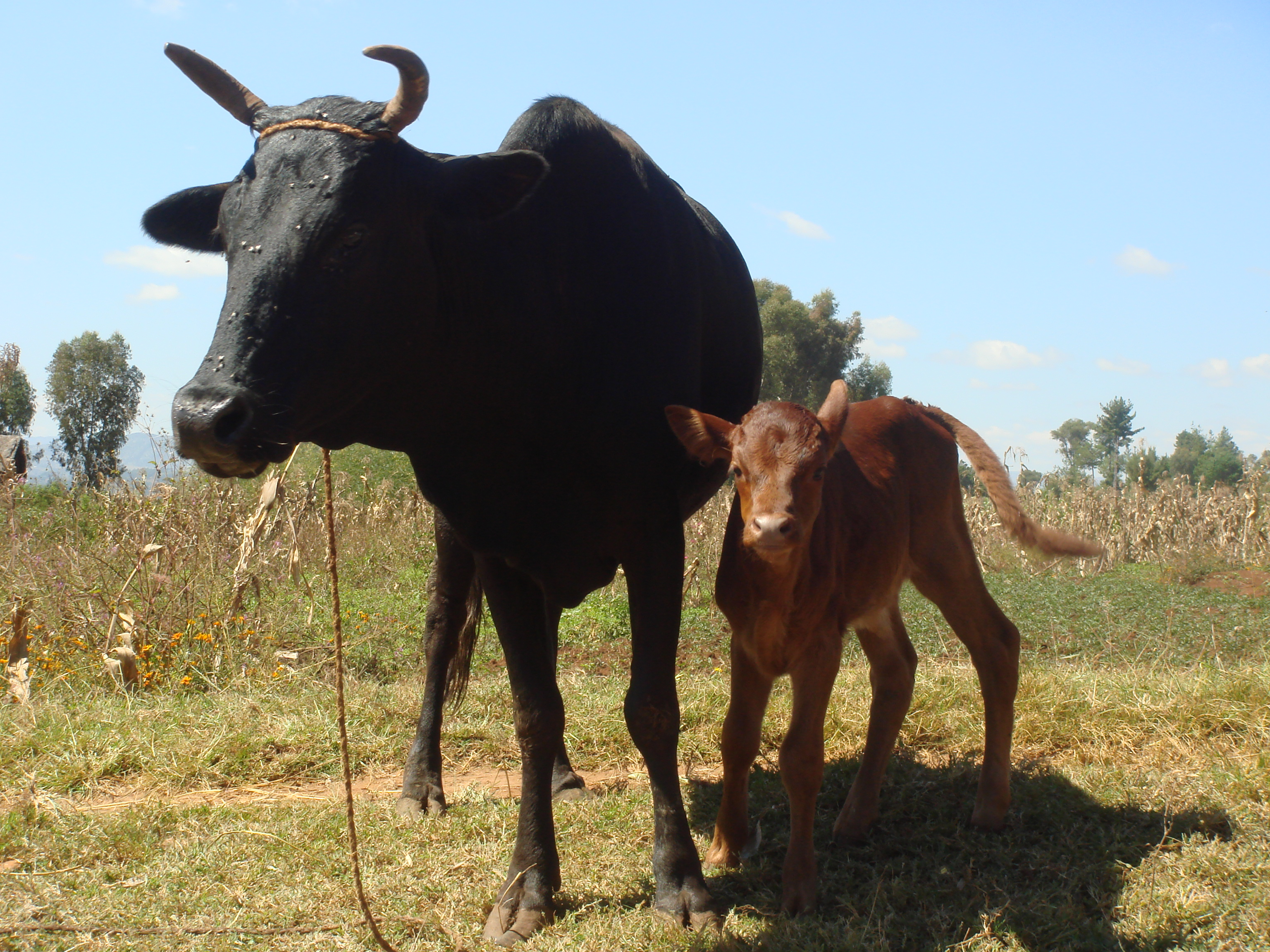
Eine bleibende Errungenschaft von Ralambo ist der Verzehr von Zebufleisch. Er initiierte dies durch das Fandroana-Festival, bei dem traditionell Zebu-confit (jaka) serviert wird.

Nach der mündlichen Überlieferung soll Ralambo den Verzehr von Rindfleisch in Imerina eingeführt haben. Verschiedene Legenden berichten, wie der König bzw. sein Diener entdeckt habe, dass das Fleisch der Zebus essbar ist. Ralambo verbreitete diese Entdeckung in seinem Herrschaftsbereich und förderte auch die Praktiken zum Bau von Viehpferchen. Ebenso wird ihm die Einführung der fandroana-Zeremonie ("Königliches Bad") zugeschrieben, wobei er möglicherweise diesem uralten Ritual lediglich einzelne Elemente hinzugefügt hat. Die Legende der Merina berichtet dagegen, dass Ralambo das Fest eingeführt habe, um seine kulinarische Entdeckung zu feiern. Angeblich begegnete dem König mit seinen Männern ein Zebu, das so fett war, dass der König es als Opfer darbringen ließ. Als das Fleisch kochte, wurde Ralambo durch den leckeren Duft verführt das Fleisch zu kosten. Daraufhin erklärte er Zebufleisch für essbar und führte zur Erinnerung das Fandroana-Fest ein, an dem besonders fettes Zebufleisch verzehrt werden sollte. Das Fest wurde an Ralambos Geburtstag begangen also, am ersten Tag des Jahres. Das Fest symbolisiert auch ein mehrtägiges Erneuerungsritual, das in diese Jahreszeit fällt.
Die ursprüngliche Form des Fandroana-Fests ist nicht mehr bekannt, doch Berichte aus dem 18. und 19. Jahrhundert bieten Einblicke in die Praktiken zu dieser Zeit. Zunächst versammelten sich alle Familienmitglieder in ihren Heimatdörfern. Es wurde erwartet, dass zuvor bestehende Konflikte ausgeräumt worden sind. Die Häuser wurden gereinigt und repariert und neue Teppiche und Kleidung angeschafft. Das Symbol der Erneuerung wurde speziell auch dadurch gefeiert, dass am Vorabend die strikte Sozialordnung aufgehoben wurde und sexuelle Praktiken erlaubt wurden, die an anderen Tagen völlig undenkbar gewesen wären (die britischen Missionare des frühen 19. Jh. sprachen von "Orgien"). Am Morgen des ersten Tages des Jahres wurde ein roter Hahn geopfert und der König sowie andere, die an der Zeremonie teilnahmen, mit dem Blut gesalbt. Danach badete der König in geheiligtem Wasser und sprengte es auf die Anwesenden, um sie damit zu reinigen, zu segnen und so einen glücklichen Start ins neue Jahr zu gewährleisten. Kinder feierten das Festival durch Laternen- und Fackelumzüge. Das Zebufleisch, das zu diesem Anlass gegessen wurde, war meist gegrillt oder sogenanntes jaka, eine Zubereitung, die ausschließlich für dieses Fest erfolgte. Zerkleinertes Zebufleisch wurde dafür in einem dekorativen Gefäß mit Rindernierenfett eingelegt und in einem unterirdischen Behältnis zwölf Monate lang aufbewahrt, um im nächsten Jahr Verwendung zu finden.

### Sampy

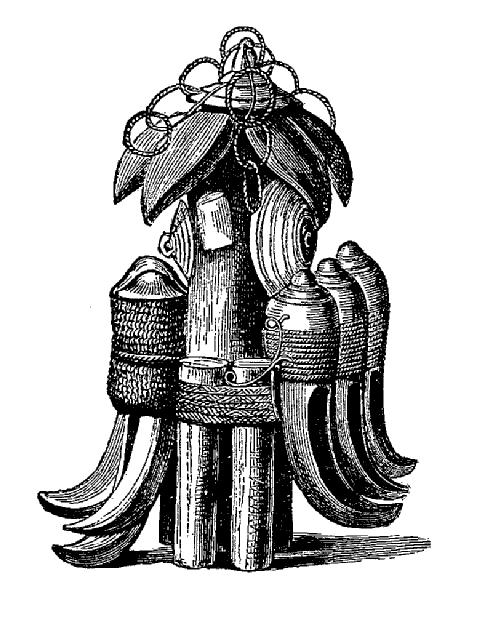
Jeder Sampy wurde aus verschiedenen Elementen zusammengesetzt.

Amulette und Idole nahmen bei den verschiedenen Völkern Madagaskars einen wichtigen Platz ein. Ody waren persönliche Amulette, die dem Träger Schutz oder Kraft spenden sollten. Sie waren weitverbreitet, vom Sklavenkind bis zum König. Sampy waren spezielle Amulette, die physisch nicht anders als Ody waren. Der Unterschied bestand darin, dass sich ihr Einfluss auf eine ganze Gemeinschaft bezog. Die Sampy wurden oft mit einem bestimmten Charakter verbunden. Sie bekamen ihre eigenen Häuser mit Wächtern, die zu hierfür abgestellt wurden. Ralambo sammelte 12 der bedeutendsten und machtvollsten Sampy der benachbarten Gemeinschaften und veränderte ihre Bedeutung. Während sie bis dahin nur als "Werkzeuge" in der Verfügung der Häuptlinge angesehen worden waren, wurden sie unter Ralambo zu göttlichen Beschützern der Macht und der Unversehrtheit des Staates. Die Könige mussten ihnen dementsprechend fortan Ehrerbietung erweisen. Durch diese Taktik stärkte Ralambo die Legitimation seiner Herrschaft und band durch die Zahl Zwölf seine Macht in die Kosmologie der Merina ein.
Das Tantara ny Andriana eto Madagasikara überliefert einen Bericht von der Ankunft der Idole in Imerina: Eines Tages traf eine Frau mit Namen Kalobe mit einem kleinen Päckchen, das in Bananenblätter und Gras eingepackt war, in Imerina ein. Sie kam aus einem Dorf bei Isondra in Betsileo, einem Gebiet im Süden, welches durch ein Feuer zerstört worden war. Sie war zu Fuß gereist und nur bei Nacht gewandert, um dem König das zu übergeben, was sie Kelimalaza ("den kleinen Berühmten") nannte. Dabei erweckte sie den Eindruck, dass es nichts weniger sei als der größte Schatz des Landes. Ralambo nahm den Sampy an und baute für ihn in einem nahegelegenen Dorf ein Haus. Dann wählte er eine Gruppe Männer aus, die bei Kalobe die Geheimnisse des Kelimalaza erlernen sollten. Nach der Sage wurde Kalobe nach ihrer Unterweisung "verschwinden gelassen". Dadurch sollte verhindert werden, dass sie sich mit dem Idol davon machte. Bald darauf bereitete eine Gruppe von Sakalava-Kriegern (nach anderen Versionen Vazimba) einen Angriff auf das Dorf Ambohipeno nördlich von Alasora vor. Ralambo verkündete, dass es genug sei, ein fauliges Ei auf die Angreifer zu schleudern und Kelimazala würde den Rest erledigen. Das Ei wurde geworfen, traf den ersten Krieger am Kopf und tötete ihn. Sein Körper fiel auf einen anderen Krieger und tötete diesen. Dieser tötete den nächsten und so weiter, bis alle Krieger getötet waren. Damit war die Macht des Kelimazala für immer bewiesen. Ein ähnliches Wunder geschah als das Dorf Ambohimanambola belagert wurde. Auf die Anrufung Kelimazalas hin löschte ein schwerer Hagelsturm die feindlichen Truppen aus. Die Ehre, die Ralambo dem Idol erwies, ermutigte andere aus umliegenden Gebieten, ihre Sampy zu Ralambo zu bringen. Es handelte sich um Idole, die durch die Antaimoro eingeführt worden waren. Der zweite Sampy, den Ralambo erhielt, war Ramahavaly, von dem es hieß, er kontrolliere Schlangen und wehre Angriffe ab. Der nächste war Manjakatsiroa, der den König schützte und zum Lieblingsidol von Ralambo wurde. Danach kam Rafantaka, der vor Verletzungen und Tod schützen sollte; weitere folgten. Eine Besonderheit stellte Mosasa dar, der ausnahmsweise von den Tanala-Waldmenschen aus dem Osten kam. Daraufhin verbreitete sich der Brauch im Königreich Imerina. Beinahe jeder Dorfhäuptling und auch viele einzelne Familien hatten einen eigenen Sampy und beanspruchten dessen Kräfte zu besitzen. Die meisten dieser "schwächeren Sampy" wurden durch Ralambos Sohn, Andrianjaka, zerstört oder zu Ody herabgestuft, sodass nur noch die zwölf sampin’andriana (königlichen Sampy) übrig blieben. Diese Sampy wurden verehrt, bis Königin Ranavalona II. sie in einem Feuer verbrannte, als sie 1869 öffentlich zum Christentum übertrat.

## Tod und Nachfolge

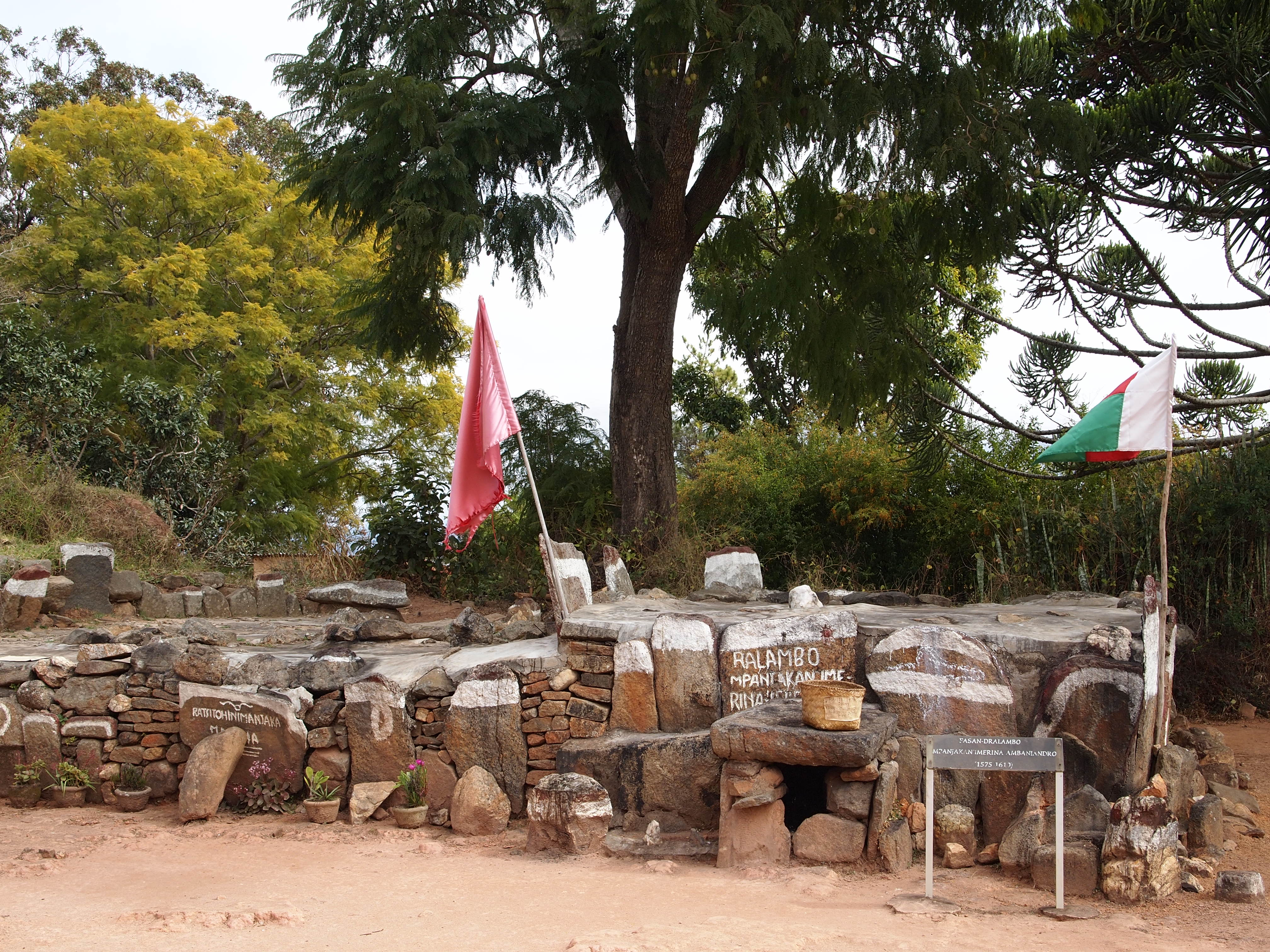
Grab von Ralambo in Ambohitrabiby

Ralambo starb etwa 1612. Er wurde in dem traditionellen Steingrab seines Großvaters, König Rabibys, beigesetzt. Dieses steht noch heute im Dorf Ambohidrabiby. Nach einer Quelle aus dem 19. Jh. wurde ein Jahr lang Trauerzeit gehalten. Sein Begräbnis fand nachts statt und es wurde ein königliches Mausoleum (trano masina) über dem Grab errichtet. Die Regeln der Nachfolge, die Andriamanelo geschaffen hatte, verpflichteten Ralambo, seinen ältesten Sohn (von seiner zweiten Frau) zu Gunsten von Andrianjaka, seinem jüngeren Sohn von seiner Hauptfrau, Rafotsindrindramanjaka, zu übergehen.